# Гајица
Гајица или Гајева латиница, облик латинице који се употребљава при писању српскохрватским језиком и свим његовим стандардним варијететима: бошњачким, српским и хрватским.
Осмислио ју је хрватски лингвиста Људевит Гај 1835. године, заснивајући је на чешкој латиници Јана Хуса. Незнатно измијењен облик употребљава се у словеначком, црногорском и македонском језику, при чему у македонском служи за латинизацију. Павле Ритер Витезовић предлагао је идеју за правопис хрватског језика по којој би сваки глас имао свој знак. На српској ћирилици примјењен је сличан концепт, а озваничио га је 1818. српски лингвиста Вук Стефановић Караџић. Та идеја је надахнула Људевита, који је извршио реформу хрватске варијанте латиничког писма, убацујући нова слова заснована на чешкој абецеди.
Правопис бошњачког језика одређује равноправну употребу латинице и ћирилице, српски наводи да је ћирилица примарно писмо српског језика, а у хрватском језику употребљава се само латиница.

## Употреба у државама
Гајица је имала статус службеног писма у Краљевини Југославији, СФР Југославији, СР Југославији и Србији и Црној Гори, а званично писмо је била и у Републици Србији до усвајања устава из 2006. године, којим је прописано да се у службеној употреби употребљава само српска ћирилица, а употреба писама на језицима мањина одређује се законом.
Устав Босне и Херцеговине не бави се службеним писмом, а устави оба ентитета, Устав Републике Српске и Устав Федерације Босне и Херцеговине одређују једнаку употребу ћириличног и латиничног писма. Устав Хрватске одређује латиницу као једино писмо у службеној употреби на државном нивоу, а у локалним заједницама се одобрава употреба и ћирилице под условима одређеним законом.

## Слова
Писмо садржи тридесет великих и малих слова:
| Слово | ИПА | Слово | ИПА | Слово | ИПА |
| ----- | --- | ----- | --- | ----- | --- |
|       |     |       |     |       |     |
|       |     |       |     |       |     |
|       |     |       |     |       |     |
|       |     |       |     |       |     |
|       |     |       |     |       |     |
|       |     |       |     |       |     |
|       |     |       |     |       |     |
|       |     |       |     |       |     |
|       |     |       |     |       |     |
|       |     |       |     |       |     |

Гајева првобитна латиница имала је диграф dj, који је касније замијењен словом đ.
Слова немају имена, а сугласници се нормално изговарају кад је потребно срицати. Кад је потребно бити јаснији, изговарају се слично као слова њемачке латинице: a, be, ce, če, će, de, dže, đe, e, ef, ge, ha, i, je, ka, el, elj, em, en, enj, o, pe, er, es, eš, te, u, ve, ze, že. Употреба се углавном своди на лингвистику, док се у математици, нпр. j обично изговара као јот, као у њемачком. Четири слова која постоје у већини других свјетским латиничких писама изговарају се на сљедећи начин: q као /ку/ или /кју/, w као или /дупло ве/, x као /икс/ и y као /ипсилон/.

## Диграфи
Диграфи dž, lj и nj сматрају се јединственим словима. То значи:
- у рјечницима, njegov долази послије novine, одвојена секција nj долази послије секције n, а bolje долази послије bolnica итд.;
- у вертикалном писању, dž, lj и nj се пишу хоризонтално. Нпр, када се ријеч mjenjačnica пише вертикално, nj долази на четврто мјесто;
- у случају да се ријеч пише с белином између сваког слова то ће изгледати овако: M J E NJ A Č N I C A;
- у случају да је само почетно слово велико, само ће прва од двије компоненте слова бити велика: Njemačka, а не NJemačka, а у случају да се цијела ријеч пише великим словом, она ће изгледати овако: NJEMAČKA.

## Поријекло
Гајицу је већим дијелом створио Људевит Гај, након Чеха и Пољака, и убацио је dž, lj и nj. У Будиму је 1830. објавио књигу Кратка основа хорватско-славенскога прописања, која је била прва обична хрватска правописна књига. Хрвати су и прије користили латинично писмо, али неки специфични гласовни нису јединствено приказани. Облик мађарске латинице је био у најчешћој употреби, док су други облици, често збуњујући, били дио неодрживе моде.
Гај је слиједио примјер Павла Ритера Витезовића и чешког правописа, узимајући по једно слово за сваки глас у језику. Његово писмо је у потпуности засновано на српској ћирилици коју је Вук Стефановић Караџић стандардизовао пре неколико година.

### Измене Ђуре Даничића
Ђуро Даничић је у свом Рјечнику хрватскога или српскога језика објављеном 1880. предложио да се диграфи dž, dj, lj и nj замјене јединственим словима: ģ, đ, ļ и ń. Првобитна Гајева латиница је дјелимично измјењена, мијењајући само диграф dj са словом đ, а остали приједлози нису прихваћени.

## Рачунарство
Деведесетих година 20. вијека настала је општа пометња о правилном кодирању знакова који се употребљавају при писању текста на гајици на рачунарима.
- Био је покушај да се примјени 7-битни YUSCII, касније CROSCII, који је обухватао пет слова с дијакритичким знаковима који су имали додатке од пет знакова која нису слова ([, ], {, }, @), али је то на крају било неуспјешно.
- је развио 8-битни ISO 8859-2 (Latin-2) стандард.
- је увео 8-битно кодирање CP852 за средњоевропске језике, занемарујући ISO стандард.
- Windows је пустио још једно 8-битно кодирање CP1250, које је имало неколико слова која су се поклапа један-на-један са ISO 8859-2, али је исто тако имала и слова која се нису поклапала с овим стандардом.
- Епл је користио друго кодирање која је назвао Макинтош средњоевропско кодирање.
- је користио Latin-2 кодирање.[8]

Данас се за кодирање првенствено користи ISO 8859-2 или уникодно кодирање UTF-8 (с два бајта или 16-бита неопходних за употребу слова с дијакритицима). Међутим, од 2010. године, у употреби се још могу наћи програми као и базе података које користе CP852, CP1250 или CROSCII.

## Употреба у словеначком језику
Почетком 40-их година 19. вијека, гајица се у све већој мјери употребљавала у словеначком језику. У почетку, словеначки писци коју су словеначки језик сматрали дијелом хрватског (као што је Станко Враз) најчешће су је најчешће, а широки спектар словеначких писаца прихватио ју тек после. До потпуног пробоја гајице у словеначки језик дошло је кад је конзервативни словеначки вођа Јанез Блајвајс писао њом у Пољопривредним и занатским новинама (словен. Kmetijske in rokodelske novice), часопису који је читала јавност широм земље. Гајица је 1850. постала једино званично писмо словеначког језика, мијењајући дотадашња три писана система која су се користила на простору насељеном Словенцима од 30-их година 19. вијека: традиционална бохоричица (послије Адама Боховича који је кодификовао) и два иновативна приједлога Петра Дајнка (дајнчица) и Франца Серафина Метелка (метелчица).
Словеначки облик гајице се од хрватског разликује у сљедећим ставкама:
- Словеначка абецеда није имала карактере ć и đ јер ови гласови не постоје у словеначком језику.
- У словеначкој варијанти диграфи lj и nj сматрају се одвојеним словима и представљали су одвојене гласове (нпр. ријеч поље се на словеначком изговара као [ˈpóːljɛ] или [pɔˈljéː], а на хрватском као [pôʎe]).
- Фонема џ постоји у словеначком језику и записује се као dž и употребљава се само код позајмљеница, а d и ž се сматрају одвојеним словима, не диграфима.

## Употреба у македонском језику
Правописна латинизација јужнословенског македонског језика се изводи гајицом. Међутим, ово писмо је незнатно измјењено према фонетици и фонологији језика. Гајевим словима ć и đ се не користи, а умјесто њих у употреби су ḱ и ǵ. Остала слова писма се употребљавају еквивалентно словима македонске ћирилице. Уз то, у македонском језику у употреби је слово dz, које није у употреби у осталим језицима који користе гајицу.